# Beveren
Beveren è una cittadina belga di circa 46 000 abitanti. Situata nella regione fiamminga, Beveren dista pochi chilometri da Anversa; la particolarità di questa cittadina è la presenza di una centrale nucleare.
Nel 1977 furono accorpati a quello di Beveren i territori dei dissolti comuni di Calloo, Doel, Haasdonk, Kieldrecht, Melsele, Vrasene e Verrebroek.